# Dexing
Dexing is een stad in de provincie Jiangxi in China. Dexing 
ligt in de prefectuur Shangrao.  
Dexing heeft meer dan 300.000 inwoners.